# Peterson St. Fleurant
Peterson St. Fleurant (* 21. April 2007) ist ein Fußballspieler von den Turks- und Caicosinseln, der auf der Position eines Torwarts zum Einsatz kommt.

## Vereinskarriere
Peterson St. Fleurant wurde am 21. April 2007 geboren und spielte bereits in jungen Jahren im Nachwuchs der AFC Academy, dem 2007 gegründeten Rekordmeister der höchsten Fußballliga der Turks- und Caicosinseln. Vor der Saison 2017 teilte sich der Verein intern in eine Seniorenmannschaft (Academy Jaguars) und eine Juniorenmannschaft (Academy Eagles) auf, die aber beide weiterhin in der ersten Liga spielten. 2019/20 kamen mit den Academy Falcons eine dritte vereinsinterne Mannschaft, die ebenfalls in der Erstklassigkeit vertreten war, hinzu. In der Saison 2021/22 etwa spielte St. Fleurant für die AFC Eagles, bei denen er unter anderem aufgrund seiner Leistungen auch zum Man of the Match gewählt wurde.
Am 14. Mai 2022, etwa drei Wochen nachdem er seinen 15. Geburtstag gefeiert hatte, debütierte St. Fleurant unter dem neuen Nationaltrainer Keith Jeffery in der Fußballnationalmannschaft der Turks- und Caicosinseln, als er beim 2:1-Sieg über die Bahamas als Ersatzspieler zum Einsatz kam. Dabei ersetzte er Pendieno Brooks, der seit 2018 Nationalspieler der Turks- und Caicosinseln ist. In den ersten vier Spielen der CONCACAF Nations League 2022/23, die im Juni 2022 ausgetragen wurden, gehörte St. Fleurant als Ersatztorhüter zum Kader, musste jedoch den routinierten Torhütern Sebastian Turbyfield und Pendieno Brooks den Vortritt lassen. Nach vier absolvierten Gruppenspielen rangieren die Turks- und Caicosinseln aktuell (Stand: 28. Dezember 2022) auf dem letzten Platz der Gruppe C1.